# ویکتوریا (کالداس)
ویکتوریا (انگلیسی: Victoria, Caldas) یک منطقه مسکونی در کشور کلمبیا است.